# نمایشگاه کتاب لندن

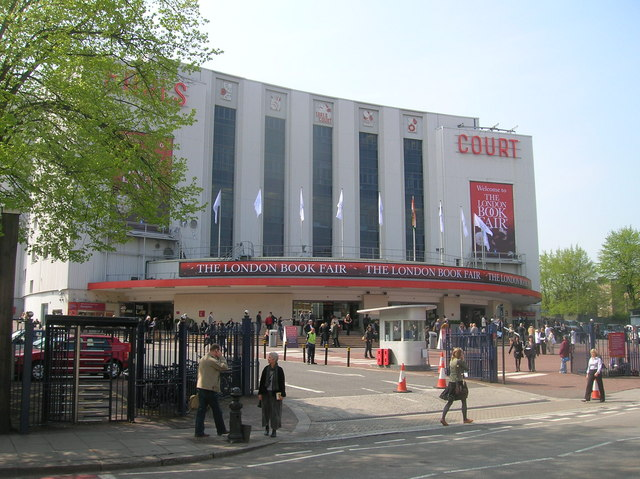
نمایشگاه کتاب لندن در ارلز کورت

نمایشگاه کتاب لندن یک نمایشگاه کتاب سالانه است که معمولاً در ماه آوریل در lشهر لندن انگلستان برگزار می‌شود.
این نمایشگاه در سال ۱۹۷۱ توسط کلیو بینگلی و لیونل لونتال پایه‌ریزی شد. در حال حاضر این نمایشگاه یکی از رویدادهای اثرگذار صنعت نشر در سطح دنیا می‌باشد و سالانه بیش از ۲۵،۰۰۰ ناشر، کتابفروش، عوال خرید کتاب‌خانه‌ها، مؤلفین و مترجمین از ۱۰۰ کشور دنیا در آن حضور می‌یابند. در کنار نمایشگاه، سمینارها و جلسات تخصصی مرتبط با نشر نیز برگزار می‌گردد.
نمایشگاه کتاب لندن از نظر حجم و اندازهٔ محصولات ارائه‌شده، پس از نمایشگاه بین‌المللی کتاب فرانکفورت دومین نمایشگاه مهم جهان محسوب می‌شود چنانچه «قبلهٔ ناشران، کتابفروشان، عوال خرید کتاب‌خانه‌ها، مؤلفین و مترجمین اروپا لقب گرفته است».